# Campionato italiano di hockey su ghiaccio 2011-2012
Il Campionato italiano di hockey su ghiaccio 2011-2012 è articolato in Serie A e Serie A2, organizzate da FISG e LIHG, Serie C, organizzata dalla federazione, e Serie D (la ex Serie C Interregionale), organizzata dai comitati regionali federali.

A partire da questa stagione venne deciso di attribuire un trofeo, denominato coppa di Lega, alla squadra vincitrice della regular season del campionato di Serie A e di quello di A2, trofeo che tuttavia per la Serie A non sarà più assegnato già a partire dalla stagione successiva.

## Serie A
Nella massima serie vengono confermate le 9 squadre partecipanti all'edizione precedente, con l'aggiunta del Vipiteno, vincitore della serie A2. 
Vi parteciparono quindi dieci squadre, tutte dislocate nel nord Italia ed in particolare, tranne una, in Triveneto. Le squadre iscritte erano:
- Alleghe
- Asiago - Campione in carica
- Bolzano
- Cortina
- Fassa Falcons
- Pontebba
- Ritten-Renon
- Valpellice
- Val Pusteria
- Vipiteno Broncos

La formula del campionato, a differenza dei precedenti, prevedeva una Prima Fase, la regular season, con un doppio girone di andata e ritorno tra tutte le squadre iscritte al campionato per un totale di 36 giornate.
La Seconda Fase del torneo vedeva la suddivisione delle squadre in due gironi: un primo girone a 6 squadre (quelle classificatesi dal 5º al 10º posto in regular season) ed un secondo girone a 4 squadre (le classificate dal 1º al 4º posto nella Prima Fase).
Nella Terza Fase infine ebbero luogo i playoff scudetto (giocati al meglio di 7 incontri).
In tutte le fasi dei play-off aveva il diritto del primo incontro in casa (e dell'eventuale bella) la squadra meglio classificata al termine della Prima Fase.
La squadra vincente. l'HC Bolzano, s'è aggiudicata il titolo di Campione d'Italia per la stagione sportiva 2011/2012.
Il Campionato iniziò a fine settembre per terminare a metà aprile.
Come punteggio vennero attribuiti 3 punti per la vittoria entro i 60 minuti di gioco; 1 punto per ciascuna squadra in caso di pareggio più un punto per la squadra che si aggiudicò l'incontro nell'overtime o ai tiri di rigore.
In caso di parità al termine di ogni incontro (Regular Season e Play-Off) venne prevista la disputa di un tempo supplementare di 5 minuti (in 4 contro 4) senza rifacimento del ghiaccio, al quale far seguire gli eventuali tiri di rigore.
| Squadre iscritte alla A nel campionato 2011/12 | Squadre iscritte alla A nel campionato 2011/12 | Squadre iscritte alla A nel campionato 2011/12 | Squadre iscritte alla A nel campionato 2011/12 | Squadre iscritte alla A nel campionato 2011/12 |
| Club                                           | Città                                          | Arena                                          | Capacità                                       |                                                |
| ---------------------------------------------- | ---------------------------------------------- | ---------------------------------------------- | ---------------------------------------------- | ---------------------------------------------- |
| Alleghe Hockey                                 | Alleghe                                        | Stadio Alvise De Toni                          | 2.500                                          |                                                |
| HC Asiago                                      | Asiago                                         | Hodegart                                       | 3.000                                          |                                                |
| Aquile FVG                                     | Pontebba                                       | PalaVuerich                                    | 2.000                                          |                                                |
| HC Bolzano                                     | Bolzano                                        | Palaonda                                       | 7.220                                          |                                                |
| SG Cortina                                     | Cortina d'Ampezzo                              | Stadio Olimpico del Ghiaccio                   | 2.700                                          |                                                |
| HC Pustertal                                   | Brunico                                        | Leitner Solar Arena                            | 2.050                                          |                                                |
| SV Ritten                                      | Collalbo                                       | Arena Ritten                                   | 1.200                                          |                                                |
| WSV Sterzing Broncos                           | Vipiteno                                       | DiscoArena                                     | 1.700                                          |                                                |
| HC Val di Fassa                                | Alba di Canazei                                | Gianmario Scola                                | 3.500                                          |                                                |
| HC Valpellice                                  | Torre Pellice                                  | Cotta Morandini                                | 2.440                                          |                                                |

## Serie A2
Per la serie A2 erano iscritte al campionato 8 squadre. Anche in questo caso le squadre sono concentrate tutte in nord Italia, particolarmente in Alto Adige (6 squadre su 8).
- Eppan-Appiano
- EV Bozen
- Kaltern-Caldaro
- Neumarkt-Egna
- Gherdëina
- Merano Junior
- Milano Rossoblu
- Pergine

Il campionato ha inizio, come per la A1, a fine settembre. 
Per la stagione 2011/12 la regular season ha previsto un triplo girone di andata e di ritorno.
Le prime due squadre andarono direttamente in semifinale dove aspetterono i vincitori del primo turno dei playoff che si disputarono tra le squadre classificate dal 3º al 6º posto.
Le partite dei playoff si giocarono con la serie best-of-seven (tranne il primo turno che si disputò al meglio di 5 partite).
| Squadre iscritte alla A2 nel campionato 2011/12 | Squadre iscritte alla A2 nel campionato 2011/12 | Squadre iscritte alla A2 nel campionato 2011/12 | Squadre iscritte alla A2 nel campionato 2011/12 | Squadre iscritte alla A2 nel campionato 2011/12 |
| Club                                            | Città                                           | Arena                                           | Capacità                                        |                                                 |
| ----------------------------------------------- | ----------------------------------------------- | ----------------------------------------------- | ----------------------------------------------- | ----------------------------------------------- |
| EV Bozen 84                                     | Bolzano                                         | Pista da ghiaccio Sill                          | 2.500                                           |                                                 |
| HC Eppan                                        | Appiano sulla Strada del Vino                   | Stadio del Ghiaccio di Appiano                  | 1.500                                           |                                                 |
| HC Gherdëina                                    | Selva di Val Gardena                            | Pranives                                        | 2.000                                           |                                                 |
| SV Kaltern                                      | Caldaro sulla strada del vino                   | Palaghiaccio Caldaro                            | 1.500                                           |                                                 |
| HC Merano J                                     | Merano                                          | MeranArena                                      | 3.000                                           |                                                 |
| Hockey Milano Rossoblu                          | Milano                                          | Stadio del ghiaccio Agorà                       | 4.000                                           |                                                 |
| HC Neumarkt                                     | Egna                                            | WürthArena                                      | 1.200                                           |                                                 |
| ASH Pergine                                     | Pergine Valsugana                               | Stadio del ghiaccio di Pergine                  | 2.500                                           |                                                 |

## Coppa Italia
|  | Semifinali | Semifinali   | Semifinali |         |    | Finale  | Finale | Finale |  |
|  |            |              |            |         |    |         |        |        |  |
|  | 1          | Bolzano      | 1          |         |    |         |        |        |  |
|  | 1          | Bolzano      | 1          |         |    |         |        |        |  |
|  | 4          | Alleghe      | 0          |         |    |         |        |        |  |
|  | 4          | Alleghe      | 0          |         | 1  | Bolzano | 3      |        |  |
|  |            |              |            |         | 1  | Bolzano | 3      |        |  |
|  |            |              | 3          | Cortina | 4‡ |         |        |        |  |
|  | 2          | Val Pusteria | 3          | Cortina | 4‡ | 1       |        |        |  |
|  | 2          | Val Pusteria |            |         |    |         |        |        |  |
|  | 3          | Cortina      | 2†         |         |    |         |        |        |  |

†: partita terminata ai tempi supplementari
‡: partita terminata ai tiri di rigore
 La Sportivi Ghiaccio Cortina vince la sua terza Coppa Italia.

## Supercoppa italiana
Per la Supercoppa italiana si sono affrontate, in gara unica (disputata a Brunico), l'Hockey Club Asiago, squadra vincitrice dell'ultimo campionato e l'HC Pustertal, detentore della Coppa Italia.
Gara Unica
| Brunico 21 settembre 2011 | Val Pusteria | 3 – 1 (1-1; 0-0; 2-0) referto | Asiago | Leitner Solar Arena |
| \| \| \| \| \| Ling (Scandella) 11:34 Oberrauch (Ling, Scandella) PP 41:42 Jensen (Persson, Cullen) ENG 59:40 \| Marcatori \| 08:25 Marchetti (Fata) \| |              |                               |        |                     |
| |              |                               |        |                     |
| Ling (Scandella) 11:34 Oberrauch (Ling, Scandella) PP 41:42 Jensen (Persson, Cullen) ENG 59:40                                                          | Marcatori    | 08:25 Marchetti (Fata)        |        |                     |

  L'HC Val Pusteria ha vinto la sua prima Supercoppa italiana, battendo l'Asiago col risultato di 3-1.